# Ерідан (сузір'я)
Еріда́н (лат. Eridanus) — сузір'я південної півкулі неба. Простягається від небесного екватора на південь до схилення –58°. Займає на небі площу в 1137,9 квадратного градуса (6-те за площею сузір'я), містить 187 зірок, видимих неозброєним оком.

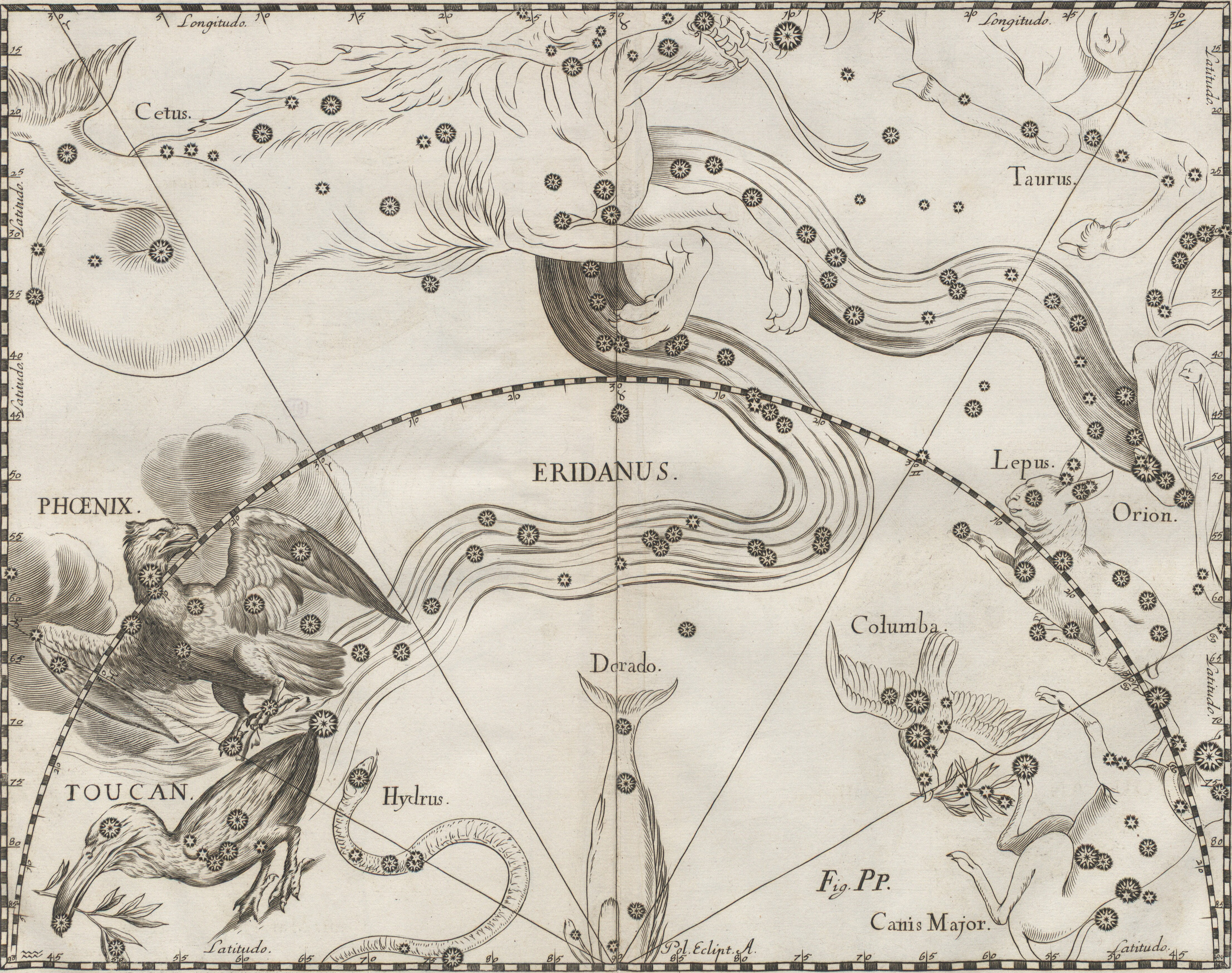
Зображення сузір'я Ерідана в Уранографії Яна Гевелія

Назва сузір'я має давньогрецьке походження. У давньогрецькій міфології Еріданом називалася річка, яку іноді ідентифікують з Нілом або з По. На давньогрецьких картах сузір'я малювали як потік, що ллється із глека Водолія. Під цим іменем сузір'я включено до зоряного каталогу Птолемея «Альмагест».

## Зорі та інші цікаві об'єкти

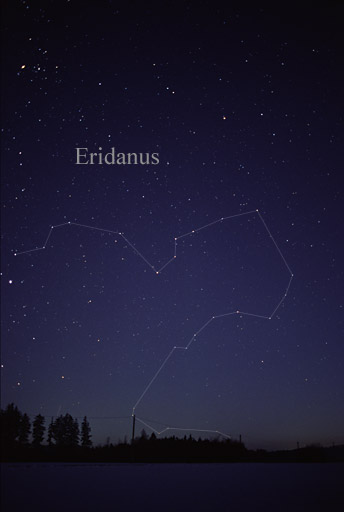
Сузір'я Ерідана неозброєним оком у північних широтах.

Назва найяскравішої зорі сузір'я Ерідана — Ахернар — означає «кінець річки» (араб. آخر النهر ākhir an-nahr). Ахернар має найвідміннішу від сферичної форму серед відомих зір нашої галактики. Завдяки великій швидкості обертання навколо своєї осі, її екваторіальний діаметр на 50 % більший, ніж полярний.
Зоря ε Ерідана, близька за характеристиками до Сонця. На кінець 2009 року підтверджена наявність планетної системи навколо цієї зорі.
Зоря η Ерідана — одна з найближчих до Сонця зір, знаходиться на відстані 10,7 світлових років.
Варто згадати потрійну систему ο² Ерідана, яка складається з помаранчевого карлика 4-ї зоряної величини, білого карлика 9-ї величини і червоного карлика 11-ї величини. Білий карлик у цій системі — другий за яскравістю білий карлик на земному небі (поступається лише Сіріусу B) і єдиний, який можна побачити у невеликий телескоп.
21 серпня 2023 року, ESA повідомило, що космічний телескоп Hubble виконав зображення неправильної галактики ESO 300-16, яка розташована в сузір'ї Ерідан, на відстані 28,7 мільйона світлових років від Землі. Галактика ESO 300-16 є неправильною тому, що її зовнішні обриси мають неправильну форму, а яскравість — нерівномірно розподілена. Таким галактикам притаманна хаотична аморфна форма через гравітаційну взаємодію її зірок і матерії між собою та з іншими галактиками.